# Dolichoderus taschenbergi
Dolichoderus taschenbergi é uma espécie de formiga do gênero Dolichoderus.